# 1622 Chacornac
1622 Chacornac è un asteroide della fascia principale. Scoperto nel 1952, presenta un'orbita caratterizzata da un semiasse maggiore pari a 2,2345344 UA e da un'eccentricità di 0,1630938, inclinata di 6,45936° rispetto all'eclittica.
L'asteroide è dedicato all'astronomo francese Jean Chacornac.